# محسن صالح
محسن صالح (عربی: محسن صالح؛ زادهٔ ۲۲ ژوئن ۱۹۴۹) یک بازیکن فوتبال، و سرمربی (فوتبال) اهل مصر است.
از باشگاه‌هایی که در آن بازی کرده‌است می‌توان به باشگاه فوتبال المصری اشاره کرد.